# Медаль «За заслуги перед польською наукою Sapientia et Veritas»
Медаль «За заслуги перед польською наукою Sapientia et Veritas» (лат.Sapientia et Veritasлат  - мудрість і правда) — польська відомча відзнака, якою міністр освіти та науки нагороджує фізичну особу, юридичну особу чи організаційний підрозділ за особливі заслуги у вищій освіті та науці, зокрема видатні досягнення в галузі наукової, викладацької чи організаційної діяльності.
Медаль вручається на підставі Закону від 12 травня 2022 року про внесення змін до Закону про вищу освіту і науку та деяких інших актів. Зовнішній вигляд медалей визначено Постановою Міністра освіти і науки від 20 грудня 2022 року про медаль «За заслуги перед польською наукою Sapientia et Veritas» (виправлено Постановою від 20 квітня 2023 року)

## Опис нагороди
Медаль має три ступені:
- І ступень – Золота медаль «За заслуги перед польською наукою Sapientia et Veritas»,
- ІІ ступень – срібна медаль «За заслуги перед польською наукою Sapientia et Veritas»,
- III ступень – Бронзова медаль «За заслуги перед польською наукою Sapientia et Veritas».

медаль виконана з позолоченого, посрібленого або бронзового патинованого томбаку, має форму зірки з неправильними плечами. На аверсі розміщено круглий медальйон із зображенням орла, встановленого як герб Республіки Польща. Навколо верхньої частини напис: SAPIENTIA ET VERITAS, а внизу — переплетені лаврові листки. На реверсі центральним елементом медальйона є модель Сонячної системи Коперника з твору "De revolutionibus orbium coelestium". Медальйон оточений стилізованими променями, вкритими з обох боків синьою емаллю. Діаметр медалей — 55 мм (спочатку: золота — 70 мм, срібна — 55 мм, бронзова — 40 мм).
Золота медаль носиться на шиї, срібна та бронзова — зліва на грудях, за державними нагородами, на синій стрічці з двома білими та червоними смугами шириною 4 мм, відступленими від краю 4 мм. Ширина медальної стрічки — 40 мм (спочатку: золота — 50 мм, срібна та бронзова — 35 мм).

## Правило нагородження
Медаллю нагороджує Міністр освіти і науки за власною ініціативою або за клопотанням іншого міністра, відповідального за департамент державного управління, керівника центрального апарату, воєводи, органу місцевого самоврядування, голови Комітету з наукових досліджень, статутних органів представницьких закладів вищої освіти та науки, громадських організацій, асоціацій, представницьких профспілок чи представницьких організацій роботодавців, посла, глави дипломатичного представництва, постійного представництва в міжнародна організація або консульська установа Республіки Польща.
Особі, підрозділу або юридичній особі, - Медаль відповідного рівня може бути присуджена лише один раз. Медаль нижчого ступеня, ніж нагороджена раніше, не може бути нагороджена.

## Світлини

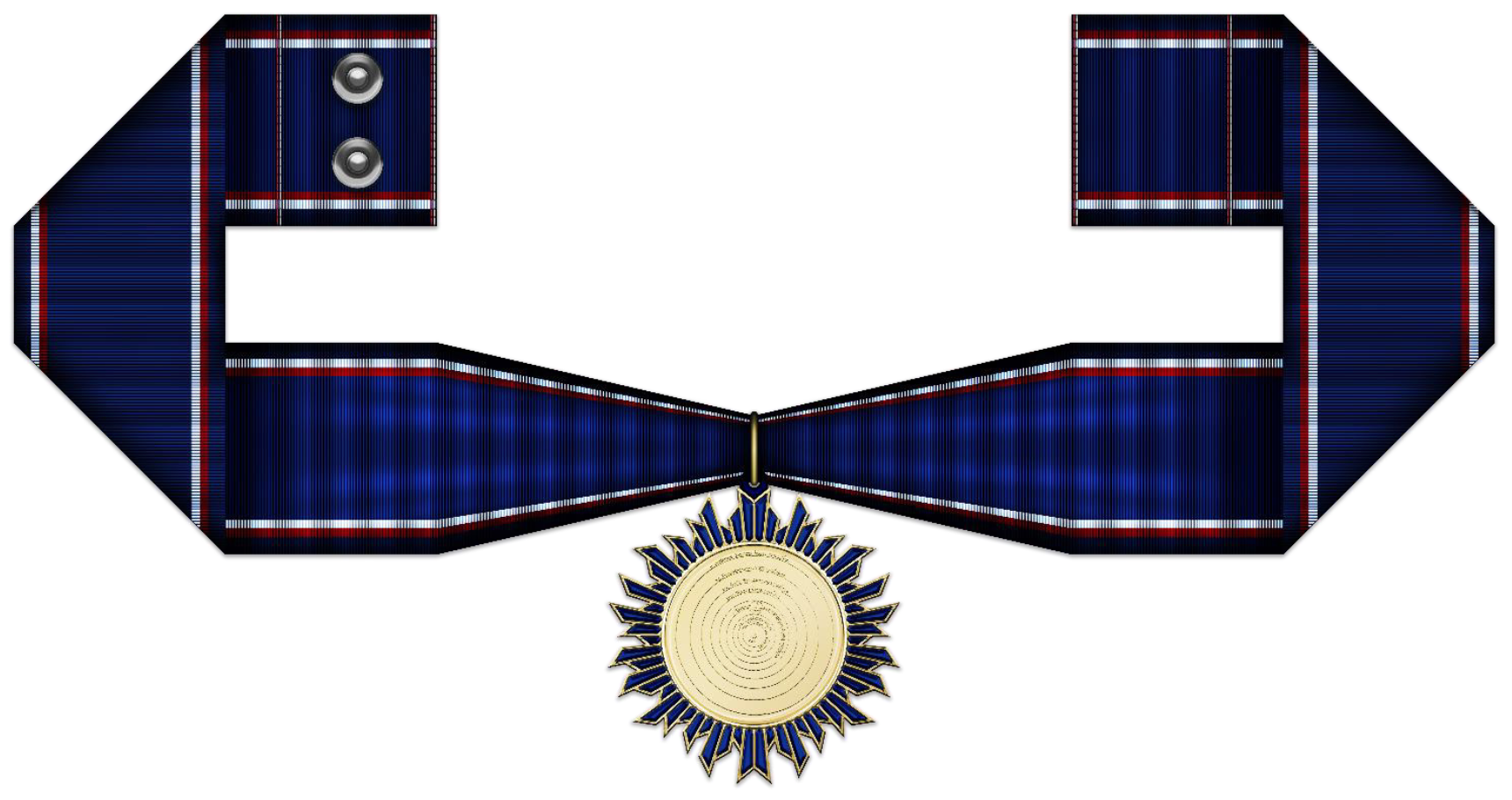
Аверс золотої медалі
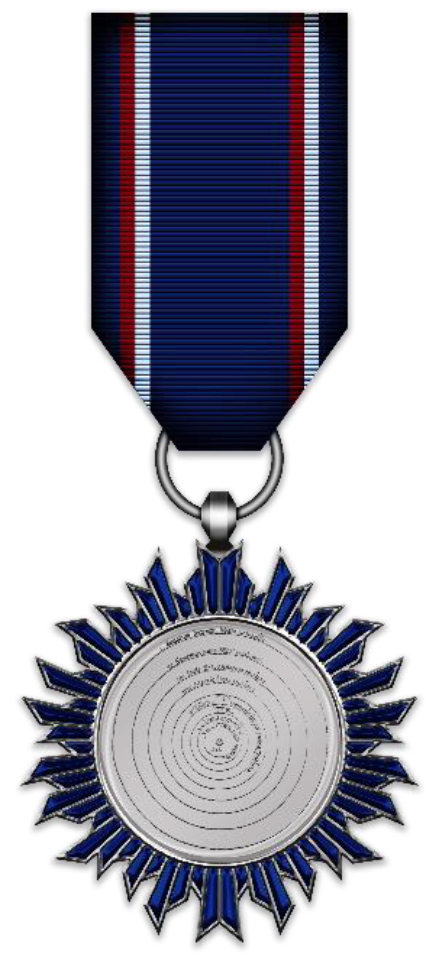
аверс срібної медалі
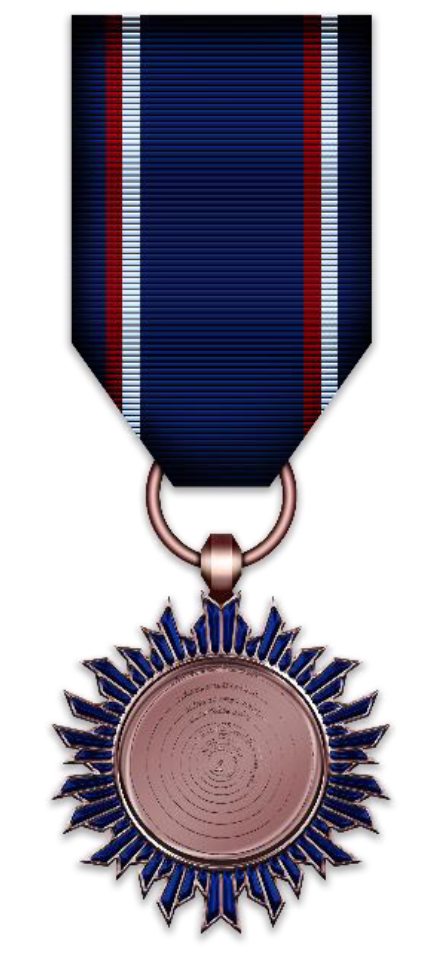
Аверс бронзової медалі